# Elektrische Energietechnik

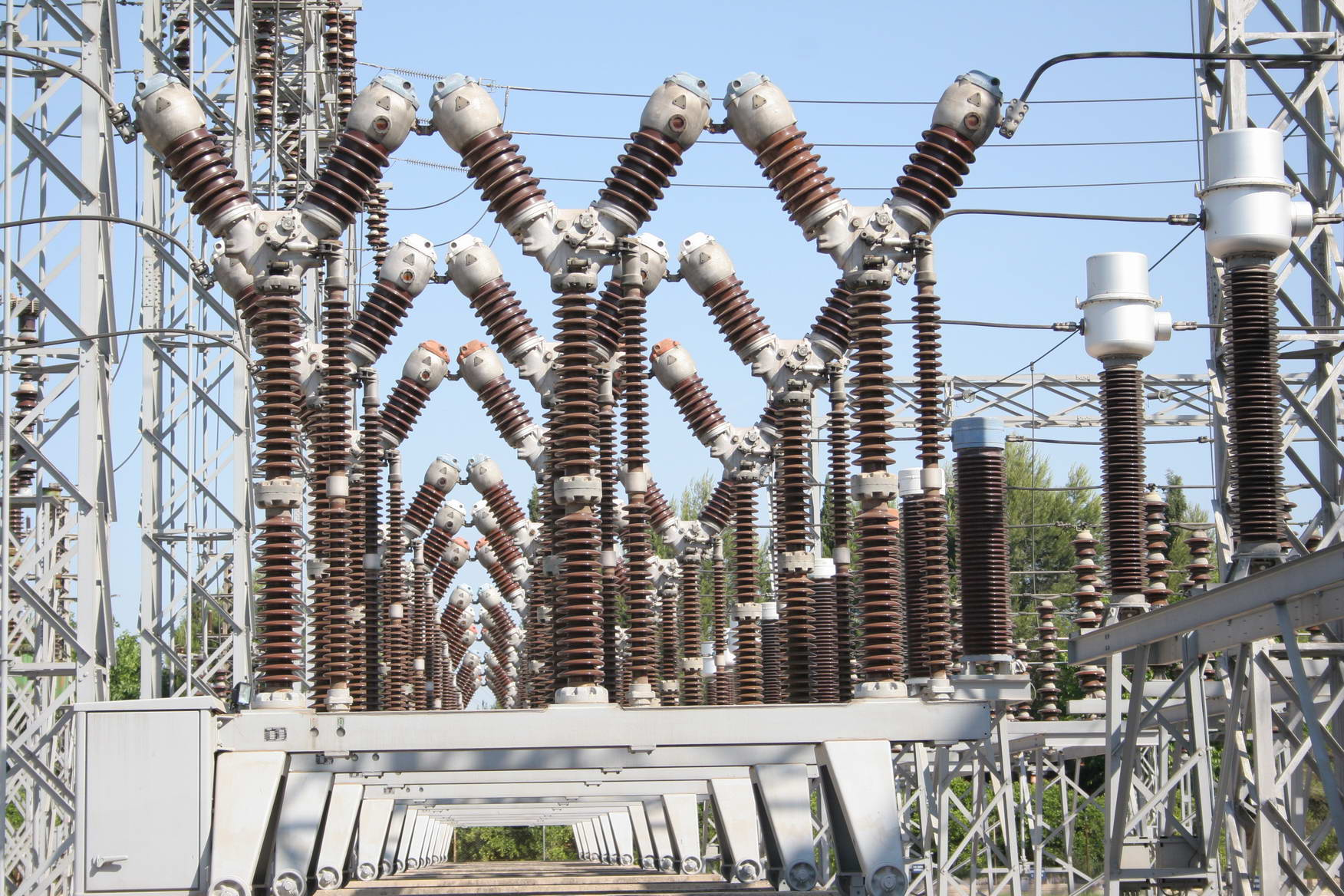
Hochspannungsschalter in einem Freiluftschaltfeld

Die elektrische Energietechnik ist ein Fachgebiet innerhalb der Elektrotechnik und der Energietechnik, das sich mit Stromerzeugung, Umwandlung, Speicherung, Transport und Verteilung in elektrischen Netzen und Nutzung von elektrischer Energie (umgangssprachlich Elektrischer Strom oder Elektrizität) mittels hoher elektrischer Spannungen und hohen elektrischen Leistungen beschäftigt. Die Energietechnik arbeitet unter anderem mit Höchstspannung, Hochspannung, Mittelspannung und Niederspannung um große bis sehr große Leistungen (Kilo- bis Gigawatt) zu übertragen oder zu verteilen. Die Installationstechnik und die Antriebstechnik im Niederspannungsbereich sowie die Leistungselektronik, welche mit Niederspannung und Kleinspannung arbeitet, werden auch zur elektrischen Energietechnik gezählt.

## Teilgebiete der elektrischen Energietechnik
- Elektrische Energieverteilung & Leitungstheorie & Installationstechnik
- Hochspannungstechnik
- Netzschutztechnik, z. B. Schutzschalter, Leistungsschalter, Trennschalter, UMZ-Schutz, AMZ-Schutz, Differentialschutz …
- Netzleittechnik & Smart Grids
- Kraftwerkstechnologien & Produktion elektrischer Energie
- Elektrische Maschinen
- Antriebstechnik
- Energiespeichertechnologien
- Leistungselektronik, Umformer und Frequenzumformer, Stromrichter- und Umrichtertechnik
- Energiewirtschaft
- Erneuerbare Energien

## Stromnetz

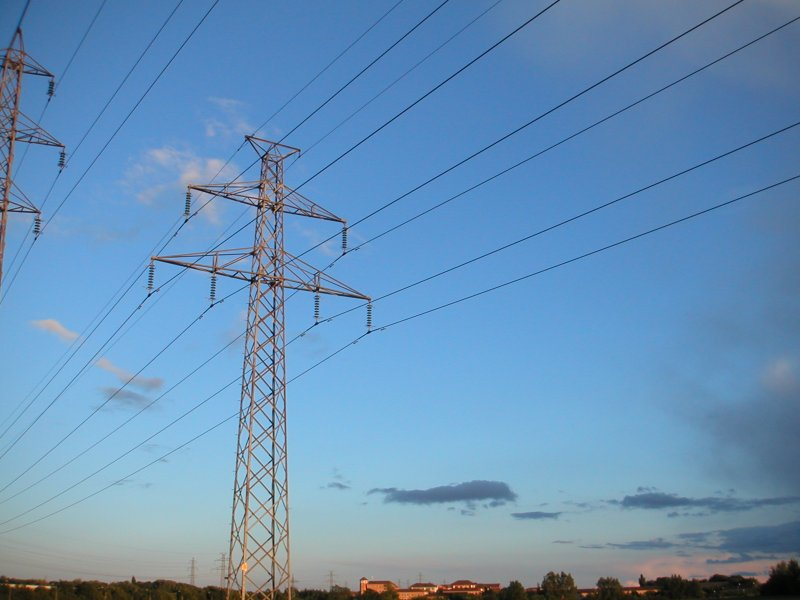
Hochspannungsleitungen für den Transport elektrischer Energie

Neben der Erzeugung von elektrischer Energie sind deren Transport und Verteilung weitere Aufgabengebiete der Energietechnik. Elektrische Energie wird mit dem Stromnetz in Form von Wechselstrom transportiert und verteilt, von den erzeugenden Kraftwerken zu den einzelnen Verbrauchern. Für den Energietransport hat sich die Verwendung von Dreiphasenwechselstrom in Form der Drehstrom-Hochspannungs-Übertragung durchgesetzt, aufgrund der Einsparungsmöglichkeit von Leitermaterial gegenüber einphasigem Wechselstrom. Die Verteilung erfolgt in den Mittelspannungs- und Niederspannungsnetzen in der Regel ebenso mit Drehstrom.
Um die Übertragungsverluste zu minimieren, werden einerseits für den Transport von elektrischer Energie hohe Spannungen verwendet und es wird versucht, die elektrische Energie möglichst nahe am Verbraucher zu produzieren. Andererseits müssen der elektrische Widerstand der Leiter sowie die Stromstärke im Leiter gesenkt werden.

### Leiterquerschnitt
Der Widerstand des Leiters kann durch größere Leiterquerschnitte verringert werden; er sinkt bei verdoppeltem Durchmesser des Leiters auf ein Viertel des ursprünglichen Wertes. Diese Methode stößt jedoch an Grenzen, da dabei der Materialeinsatz für die metallischen Leiterseile zunimmt und, besonders bei Freileitungen, mechanische Probleme wie das Gewicht der Leiterseile eine wesentliche Rolle spielen. Bei Wechsel- und Drehstromsystemen wirkt außerdem der Skineffekt entgegen.
Leitungen aus Hochtemperatursupraleitern sind über kurze Entfernungen unter 1 km und mit Stand 2013 in Pilotprojekten im praktischen Einsatz.
Der Widerstand des Leiters kann auch durch verbesserte Materialien verringert werden.

### Stromstärke
Für die gleiche Leistung kann auch eine geringere Stromstärke und zugleich eine um den gleichen Faktor höhere Spannung verwendet werden, was zu den Hochspannungsleitungen führt. Das Stromnetz ist dazu in verschiedene Netzebenen unterteilt (hohe Spannungen für weite Entfernungen, niedrigere für kurze Strecken). Zwischen den einzelnen Netzebenen dienen Leistungstransformatoren in Umspannwerken der Spannungsumsetzung.
Jedoch sind auch hier die überwindbaren Strecken begrenzt, da die Spannung nicht beliebig hoch transformiert werden kann: Je höher die Spannung ist, desto schwieriger wird es, die Isolation auszulegen, und es treten zusätzliche Verluste durch Gasentladungen wie die Koronaentladungen auf. Hinzu kommt, dass der kapazitive Blindstrom einer Leitung proportional dem Quadrat der Spannung steigt. Das führt zu einem Blindleistungsbedarf der Übertragungsleitung, welche die Leitung bereits im Leerlauf in Abhängigkeit vom Kapazitätsbelag und der Länge der Leitung zu einem wesentlichen Teil auslasten kann. Das Leiterseil fungiert nun als Sendeantenne und erzeugt elektrische und magnetische Felder, deren ständiges Umladen erhebliche Verluste erzeugt.
Bei Erdkabeln (sowie Seekabeln), welche naturgemäß einen großen Kapazitätsbelag aufweisen (das umgebende Erdreich hat eine sehr viel höhere Dielektrizitätskonstante als Luft), führt es dazu, dass die Kabelstrecken auf etwa 70 km begrenzt sind. Daher wird bei langen Kabelstrecken, wie sie bei Seekabeln üblich sind, die Hochspannungs-Gleichstrom-Übertragung (HGÜ) eingesetzt. Die HGÜ besitzt allerdings den technischen Nachteil, elektrische Energie nur zwischen zwei Punkten transportieren zu können, und bedarf technik- und kostenintensiver Stromrichterstationen zur Umwandlung von Gleich- in Wechselstrom. Außerdem ist ein großräumiges, vermaschtes Übertragungsnetz mit mehrfachen Abzweigungen und Querverbindungen bei Betrieb mit Gleichspannung technisch nicht möglich, da im Gegensatz zu Wechselspannungsnetzen bzw. Drehstromnetzen die Leistungsflüsse mittels Phasenverschiebungen nicht gesteuert werden können.

### Verlust
Die elektrische Verlustleistung eines Leitungsabschnitts beträgt:
{\displaystyle P_{\text{Verlust}}=\Delta U\cdot I=R\cdot I^{2}}
| wobei:                   |                                                                        |
| {\displaystyle \Delta U} | = Spannungsdifferenz zwischen Anfang und Ende eines Leitungsabschnitts |
| {\displaystyle I}        | = der in dem betrachteten Leitungsabschnitt fließende Strom            |
| {\displaystyle R}        | = elektrischer Widerstand des betrachteten Leitungsabschnitts          |

d. h.: Die Stärke des in einem Leitungsabschnitt fließende Strom wirkt sich quadratisch auf den unerwünschten Leitungsverlust aus. (Der elektrische Widerstand des Leitungsabschnitts ist als konstant anzusehen; er ist jedenfalls nicht direkt abhängig vom fließenden Strom.)

### Energiebereitstellung und Netzregelung
Ein Großteil unserer täglich verfügbaren Energie wird als elektrische Energie in Kraftwerken bereitgestellt. Dabei werden verschiedene Arten von Energiequellen (z. B. Uran, Kohle, Gas, Wasser, Wind oder die Sonne) in Nutzenergie (z. B. Elektrizität, Licht, Wärme, Kälte) umgewandelt.
Der Bedarf an elektrischer Energie im öffentlichen Verbundnetz ist stark von saisonalen Schwankungen geprägt. Im Sommer wird weniger Strom für Licht und Wärme benötigt als im Winter. Auch während eines Tages treten große Schwankungen im Lastprofil auf. So ist eine Spitze des Strombedarfes des Verbundnetzes vor allem morgens zwischen 6 und 8 Uhr, zwischen 11 und 13 Uhr und zwischen 19 und 22 Uhr zu bemerken. Elektrische Energie lässt sich nach der heutigen technologischen Entwicklung nicht wirtschaftlich in nennenswertem Umfang speichern. Daraus folgt, dass Erzeugung und Verbrauch der elektrischen Energie immer im Gleichgewicht sein müssen. Dies führt zu einer aufwändigen und teuren Infrastruktur und Regelung des Verbundnetzes und der Kraftwerke. Schwankungen bei der Erzeugung und beim Bedarf regionaler Stromnetze werden ausgeglichen, indem mehrere regionale Stromnetze miteinander verbunden sind und in diesem Verbundnetz bei zu wenig Energiebedarf Kraftwerke heruntergeregelt oder ausgeschaltet werden oder bei erhöhtem Energiebedarf, Energiespeicher wie z. B. Pumpspeicherkraftwerke und Mittellastkraftwerke und Spitzenlastkraftwerke hochgeregelt werden, oder als aller letztes Mittel Lastabwurf stattfindet. Demnach ist das Stromnetz aus teureren Mehrfachstrukturen aufgebaut, in denen Kraftwerke stehen und Betriebskosten verursachen und nur in kurzen Zeitabschnitten  Lastspitzen ausgleichen.
In Europa sind die Übertragungsnetzbetreiber im Verband Europäischer Übertragungsnetzbetreiber (kurz ENTSO-E), ehemals UCTE organisiert. Die Regelung der Netzfrequenz des kontinentaleuropäischen Verbundnetzes erfolgt über zwei Koordinationsstellen in Brauweiler (Pulheim) / D und Laufenburg / CH.
In einem großen Stromnetz hängen viele Energieerzeuger miteinander zusammen. Untereinander abgestimmt muss nun die erforderliche Strommenge bereitgestellt werden. Tatsächlich hängt die Bereitstellung von Strom jedoch von noch weiteren Einflüssen ab. Der deutsche Strommarkt ist seit Inkrafttreten des Energiewirtschaftsgesetzes im April 1998 liberalisiert und Strom wird in Leipzig auf der Strombörse EEX (European Energy Exchange) wie eine Ware gehandelt. Große Energieversorgungsunternehmen (E.ON, RWE, Stadtwerke etc.), aber auch Privatkunden und Industrieunternehmen kaufen bei Kraftwerksbetreibern Strom ein. Je nachdem, wie viel Strom ein Energieversorger also verkauft, wird er auch produzieren.

## Kraftwerke

### Unterteilung nach der Lastzuständigkeit

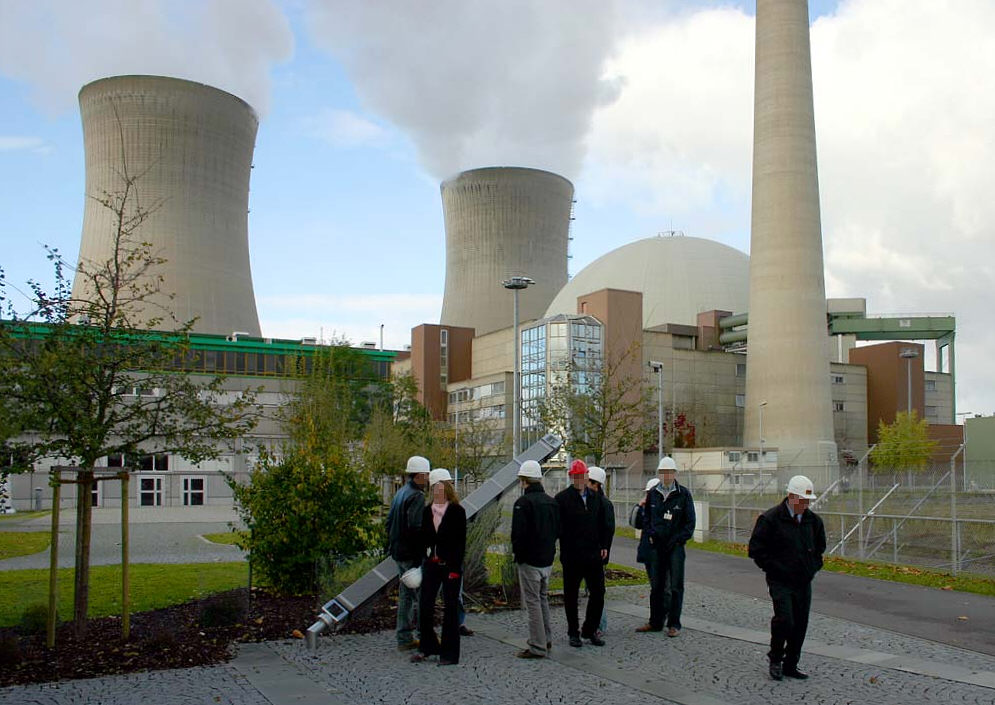
KKW Grafenrheinfeld, Bayern

- Grundlastkraftwerke:  Sie haben geringe Betriebskosten (pro erzeugter Kilowattstunde), wodurch es wirtschaftlich interessant ist, sie viel und lange zu betreiben.
 Auch Kraftwerkstypen, deren Regelung nur langsam möglich ist, werden für Grundlast eingeteilt. Das Anfahren von Grundlastkraftwerken beansprucht im Extremfall einen Zeitraum von bis zu mehreren Tagen. Sie produzieren den Großteil des in Europa verbrauchten Stromes.
 Als Grundlastkraftwerke werden vor allem Flusskraftwerke, Kernkraftwerke und Braunkohlekraftwerke eingesetzt.
- Mittellastkraftwerke: Diese befinden sich in den Betriebskosten zwischen den Grund- und Spitzenlastkraftwerken und sind dafür ausgelegt, größere Schwankungen im Tagesverlauf der Energieversorgung auszugleichen. Sie können meist im Bereich weniger Minuten geregelt werden.
 Als Mittellastkraftwerke werden vor allem Steinkohlekraftwerke eingesetzt.

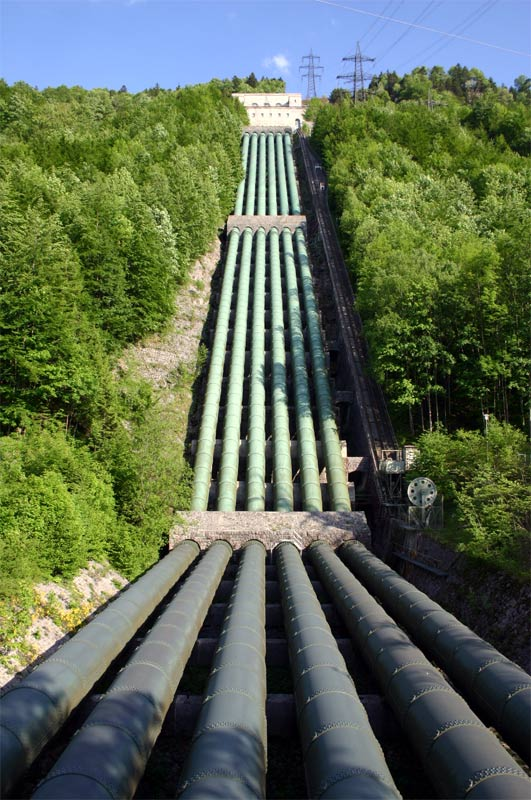
Die Rohrleitungen des Kraftwerks Walchensee

- Die Rohrleitungen des Kraftwerks Walchensee Spitzenlastkraftwerke: Sie haben die Aufgabe Versorgungslücken der Energiebereitstellung zu schließen. Hohe Betriebskosten machen den Strom aus Spitzenlastkraftwerken sehr teuer. Dies ist auch der Grund für nur geringe Betriebszeiten von Spitzenlastkraftwerken. Sie können jedoch sehr schnell angefahren werden. Typische Beispiele für Spitzenlastkraftwerke sind Pumpspeicherkraftwerk und Gasturbinenkraftwerk. Deutschland muss Strom in Spitzenzeiten sehr oft von seinen Nachbarländern zu hohen Preisen zukaufen. 2003 wurde das in Deutschland größte Pumpspeicherkraftwerk (Pumpspeicherwerk Goldisthal) im Thüringer Wald errichtet.
 Je mehr Stromerzeuger errichtet werden, welche unstetig Strom produzieren (Windkraft, Photovoltaik), desto größer wird die Bedeutung von Spitzenlastkraftwerken.
- Unstetige Stromproduzenten: Manche Energieerzeuger können bei ihrer Stromproduktion nicht oder nur eingeschränkt auf die Bedürfnisse des Netzes eingehen. Dies ist vor allem bei einigen Formen der erneuerbaren Energien der Fall, vor allem bei Windkraftwerken oder der Photovoltaik, jedoch auch bei Kraft-Wärme-Kopplung, wenn Wärme benötigt wird. Die Stromproduktion der Wind- und Photovoltaikanlagen lässt sich oft nur durch Abschaltung drosseln, welche mit dem Verzicht auf die entsprechende Strommenge einhergeht. Die Einspeisungsschwankung der unstetigen Stromquellen muss teilweise von Spitzenlastkraftwerken zusätzlich zu den Verbrauchsschwankungen aufgefangen werden. Grund- und Mittellastkraftwerke können dies nicht leisten. Es gibt Überlegungen, den durch den Ausbau der erneuerbaren Energien zusätzlichen Bedarf an Spitzenlastkraftwerken mit der Installation von intelligenten Netzen abzumildern.

### Unterteilung nach der Energiequelle

#### Fossile Energien
- Kohlekraftwerke: In einem Brennerraum wird Kohle verbrannt. Die erzeugte Wärmeenergie wird dazu genutzt, in einem Wasserrohrkessel Wasser zu verdampfen. Der Wasserdampf wird überhitzt, es bildet sich Dampf mit einer sehr hohen Temperatur und unter sehr hohem Druck. Anschließend wird er in einer Dampfturbine (daher wird es auch als Dampfkraftwerk bezeichnet), eventuell mit Zwischenüberhitzung, entspannt, die Temperatur und der Druck fällt. Das Wasser liegt jedoch noch immer als Dampf vor. Hinter der Turbine wird der Wasserdampf in einem Kondensator verflüssigt, so dass am Schluss wieder Wasser vorliegt. Dieses Wasser wird über die Speisepumpe in den Kessel zurückgespeist. Dieser spezielle Kreisprozess wird Clausius-Rankine-Prozess genannt. Die angetriebene Turbine treibt über eine Welle einen Generator an, der Strom erzeugt.
  - Gaskraftwerk: In Gaskraftwerken wird Erdgas oder andere Brenngase zur Stromerzeugung verwendet, wobei es mehrere unterschiedliche Bauweisen von Gaskraftwerken gibt: Gasturbinenkraftwerke, GuD-Kraftwerke, Motorkraftwerke (z. B. in Blockheizkraftwerken), Dampfkraftwerke
  - Ölkraftwerke: Diese nutzen Heizöl, Dieselkraftstoff, Schweröl oder andere Mineralölprodukte. Es werden die gleichen Bauweisen wie bei Gaskraftwerken eingesetzt.

#### Kernenergie
- Kernkraftwerke: Eine atomare Kettenreaktion erzeugt Wärme, welche (über Wärmetauscher) Wasserdampf erzeugt. Dieser Wasserdampf treibt dann wie in allen anderen Dampfkraftwerken die Turbinen.
- Fusionskraftwerke (Für die Zukunft geplant)

#### Erneuerbare Energien
- Wasserkraftwerke: Wasserkraftwerke kommen in sehr unterschiedlicher Form und für sehr unterschiedliche Einsatzzwecke vor. Grundlastkraftwerke sind sehr große Stauwasserkraftwerke wie z. B. Itaipú oder der Drei-Schluchten-Damm. Sie werden mit großen Francisturbinen betrieben. Dies sind Wasserturbinen für eine mittlere Fallhöhe und einen mittleren Durchfluss. Sie erreichen Leistungen von bis zu 800 MW pro Turbine und Kraftwerksleistungen von bis zu 22,5 GW.[2] Auch Laufwasserkraftwerke (Flusskraftwerke) wie das Laufwasserkraftwerk Mühlhausen werden als Grundlastkraftwerke eingesetzt. Charakteristisch sind ein großer Durchfluss und niedrige Fallhöhen, welche mittels einer Kaplan-Turbine oder einer Francisturbine zur Stromgewinnung genutzt werden. Speicherkraftwerke wie das Kraftwerk Walchensee dienen vor allem zur Abdeckung des Strombedarfs in Spitzenzeiten.
  - Windkraftanlagen
  - Photovoltaik
  - Geothermie
  - Biomassekraftwerke
  - Gezeitenkraftwerke

### Wärmeverwertung
Hitzeerzeugende Kraftwerke können zusätzlich zur erzeugten elektrischen Leistung auch verbliebene Restwärme abgeben:
Fernwärmekraftwerke lassen sich nur in der Nähe von Ballungszentren realisieren, da die erzeugte Wärme in der unmittelbaren Umgebung abgenommen werden muss. Fernwärmekraftwerke sind häufig mit Dampfkraftwerken kombiniert, können jedoch auch einzeln betrieben werden. Bei den Heizkraftwerken wird die restliche Energie des Wassers am Turbinenaustritt genutzt. Der Dampf wird nicht bis auf Umgebungstemperatur abgekühlt, sondern direkt oder in Form von unter Druck stehendem Heißwasser bei einem höheren Temperaturniveau durch große Rohrleitungen in ein Fernwärmenetz eingespeist. Beim Verbraucher gibt der Dampf bzw. das Heißwasser dann seine Wärme ab und kommt als Wasser mit geringerer Temperatur wieder zum Kraftwerk zurück.

### Regelung

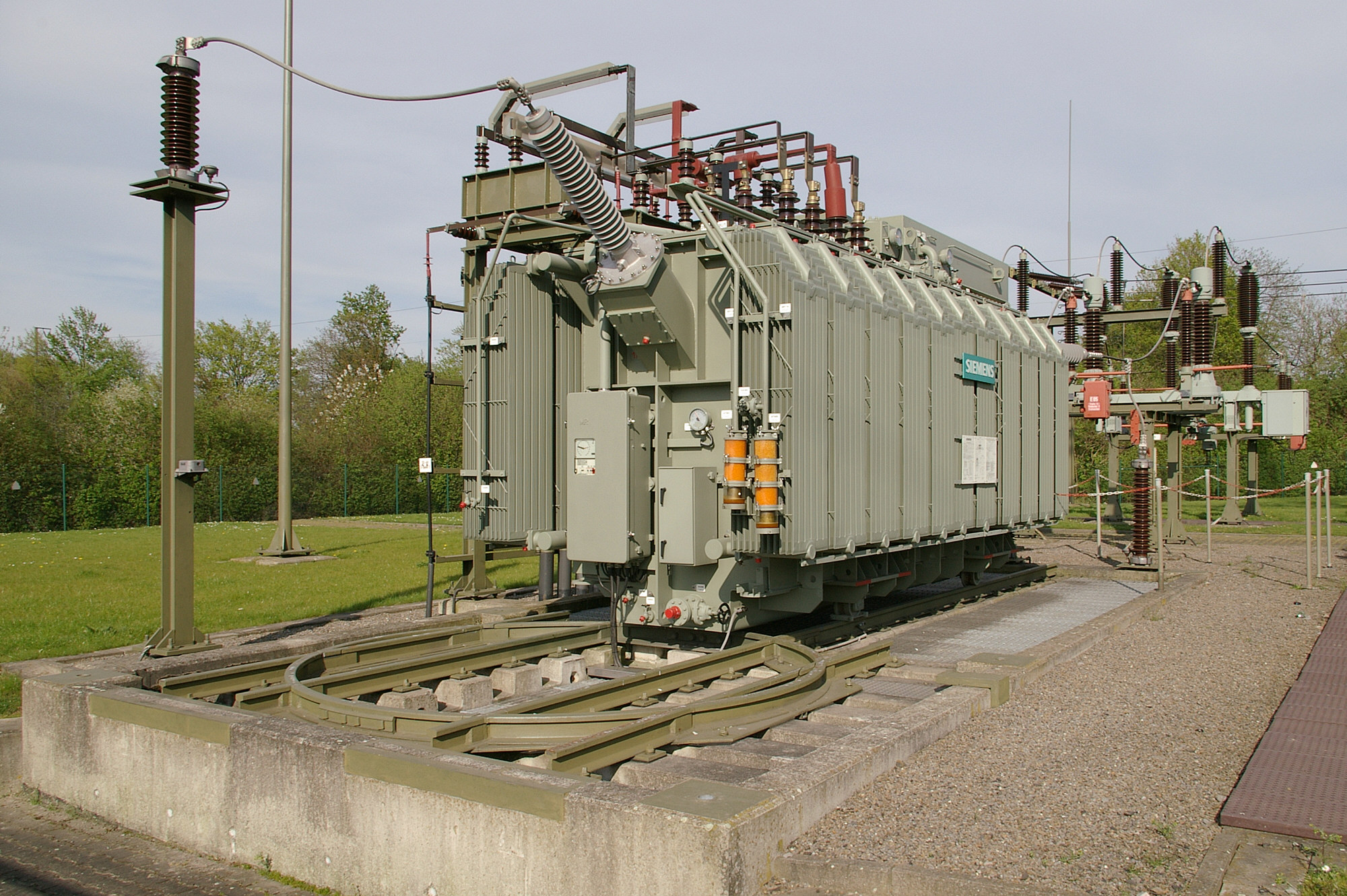
Leistungstransformatoren wandeln zwischen verschieden hohen elektrischen Wechselspannungen

Strom wird erzeugt, indem der Rotor eines Generators in eine Drehbewegung versetzt wird. In großen Kraftwerken sind diese Generatoren ausschließlich Synchronmaschinen. Eine solche Synchronmaschine erzeugt mittels ihres Rotors, in dessen Wicklung ein Gleichstrom fließt, ein Drehfeld. Dieses Feld induziert in den drei Wicklungssystemen des Stators drei um jeweils 120° phasenverschobene Sinusspannungen.
Wird nun der Strombedarf eines Stromnetzes erhöht, so muss der Generator mehr Leistung erbringen. Also muss beispielsweise die Dampf- oder Wasserturbine eine größere Leistung an den Generator übertragen. Tut sie dies nicht, wird der Generator infolge des größeren Widerstandes langsamer laufen. Somit ändert sich also auch die Frequenz – sie wird kleiner bis zum Lastabwurf. Die Netzfrequenz ist also ein charakteristisches Merkmal, welche den Strombedarf eines Netzes beschreibt. Und tatsächlich werden Kraftwerke nach der Frequenz des Stromnetzes geregelt. Ist sie zu niedrig, müssen die Dampf- oder Gasturbinen mehr Leistung bringen. Ist sie zu hoch, wird die Leistung reduziert. Hierzu ist aufwendige Regelungstechnik nötig.